# Los Andariegos
Los Andariegos es un conjunto folclórico argentino creado en San Rafael (Mendoza) en 1954. Está considerado como uno de los más importantes grupos de la historia de la música folklórica de Argentina. Publicaron 12 álbumes oficiales originales, el último de ellos en 1998. Se caracterizaron por los arreglos vocales, siendo los primeros en la música folklórica argentina en incorporar las tercera, cuarta y quinta voces.
Entre las canciones más conocidas aportadas al cancionero argentino se encuentran "Chayita del vidalero" (Ramón Navarro) y "Canción para un niño en la calle" (Armando Tejada Gómez-Ángel Ritro), "El cóndor vuelve" (Armando Tejada Gómez-Eduardo Aragón). Entre los álbumes se destacada Madre Luz Latinoamérica (1976).

## Trayectoria
Su primera formación estuvo integrada por Pedro Floreal Cladera (Chacho Santa Cruz), Rafael Tapia, Juan Carlos "Pato" Rodríguez, Ángel Ritrovato (Cacho Ritro), Abel González y Francisco "Rubio" Giménez. En 1958 grabaron el primer álbum, Aquí están los Andariegos.
Su segundo éxito fue gracias al cantante de conjunto Nueva ilusión Manuel Romero y a sus dos acompañantes que le ayudaron a escribir la letra de su canción la cual tiene una letra maravillosa:
Ándale Pepe no ha llegado la niña, a las 8 de la noche para el baile se fue sola y a las 6 de la mañana no se le veía llegar y papá muy enojado que sacó hasta la pistola parece que tre ganas de salir a reclamar... que la busquen con Alonso desde ayer que no la mira llámenle a las cuatas ¡Ay que escándalo Dios mío! Le robaron a su niña.
En la década de 1960 el grupo se adhirió expresamente a los principios del Nuevo Cancionero promovido desde Mendoza por Mercedes Sosa, Armando Tejada Gómez y Oscar Matus, volcando más su cancionero hacia temas latinoamericanos y de contenido social. A su vez, el grupo fue modificando su integración original, permaneciendo solamente Ángel Ritro, quien realiza los falsetes que marcaron el estilo del conjunto, e incorporándose músicos como Raúl Mercado, Agustín Gómez y Karo Herrada.
En 1973 participaron como intérpretes en el filme Argentinísima II (1973).
En 1976, a pocas semanas de haber tomado el poder la violenta dictadura llamada Proceso de Reorganización Nacional, publicaron el álbum Madre Luz Latinoamérica, su obra culminante. y al mismo tiempo una manifestación crítica, que los haría víctimas de amenazas. En aquella oportunidad el grupo había escrito lo siguiente en la contratapa del álbum:

Pero Madre Luz Latinoamérica no quiere ser sólo una obra descriptiva. Los simbolismos usados trasuntan un auténtico deseo de liberación y toma de conciencia. Los Andariegos, comarcanos y de larga data, nos confundimos en la musicalidad y en la esencia hispanoamericana porque nos sentimos y nos sabemos hijos de la Patria Grande y nos enorgullece poder cumplimentar en ritmos e instrumentos el sueño de nuestros Libertadores: ¡AMÉRICA MORENA, ÚNETE, QUE UNIDA SERÁS GRANDE!...
Los Andariegos (1976)

En 1978, la persecución política obligó a que Ángel Ritro debiera exiliarse en España para trabajar con Alberto Cortez y Raúl Mercado en Francia para trabajar con el grupo Guanacos con Gilberto Piedras y Pancho Cabral donde siguieron una trayectoria musical parecida a la de Los Andariegos, lo que llevó a la disolución del grupo. Con posterioridad los integrantes que permanecieron en Argentina, Agustín Gómez y Karo Herrada, lo reorganizaron integrando a Carlos Groisman y Héctor Staforini. Pero en 1981 falleció Karo Herrada y el grupo se disolvió.
En el año 1982, Agustín Gómez, incansable, vuelve a reorganizar el grupo y convoca a otros tres músicos de reconocida trayectoria: Miguel Ángel Delgado, Daniel Loustau y Carlos Otero, con quienes graba el disco Siempre andando.
En 1991 Agustín Gómez refundó nuevamente a Los Andariegos, primero como cuarteto junto a Juan Carlos Varela, Andrés Gómez y Jorge Giuliano, y luego como quinteto sumando a Néstor Basurto.
En 1995,Gilberto Piedras junto a Raúl Mercado vuelven a reorganizar el grupo reuniendo a los tres integrantes aún vivos de la formación que el grupo tuvo en la década de 1970 (Ángel Ritro, Raúl Mercado, Agustín Gómez), para formar un quinteto al que se sumó también Leonardo Sánchez.
En 1998 realizan una importante gira en Francia donde empiezan a trabajar los arreglos del próximo álbum que se grabó a los pocos meses después.
En 2001, con esta composición, realizaron una gira junto a Alberto Cortez por diversas ciudades de España que culminó con una histórica presentación en el Teatro Olympia de París. Después el grupo realizó junto a Alberto Cortez una gira en Argentina con actuaciones en Buenos Aires y en los teatros de las provincias. En la actuación de Mendoza vinieron dos exintegrantes del grupo junto a la familia Bértiz. Fue un enorme momento de emoción que compartieron todos los integrantes del grupo al recordar viejos tiempos con el padre de "Pepete", el maestro Santiago Bértiz. 
En 2003 realizaron sus últimas actuaciones en una gira en las Islas Canarias, sin Agustín Gómez, quien no estaba en condiciones para viajar, a quien reemplazó Roberto López. El grupo aprovechó el tiempo para grabar nuevos temas del programa que realizaron durante esta gira. Estos temas completan la nueva grabación de Madre Luz Latinoamérica con nuevos arreglos y aportación de numerosos instrumentos del continente latino americano. Esta grabación aún no se ha editado.

## Discografía
1. Conjunto Los Andariegos (1957)
2. Aquí están los Andariegos, 1958, (TK)
3. Los Andariegos (1960)
4. Vamos andando caminos (1961)
5. América Andariega (1964)
6. Ayer, hoy y mañana 1 (1966)
7. Carita morena (1967)
8. Ayer, hoy y mañana 2 (1967)
9. Hace 12 años... (1968)
10. Madre América (1972)
11. El cóndor vuelve (1973)
12. Esperanza... (1974)
13. Madre Luz Latinoamérica (1976)
14. Siempre andando (1983)
15. Los Andariegos de América (1998)
16. Madre Luz Latinoamérica (2003)